# Itaimbezinho

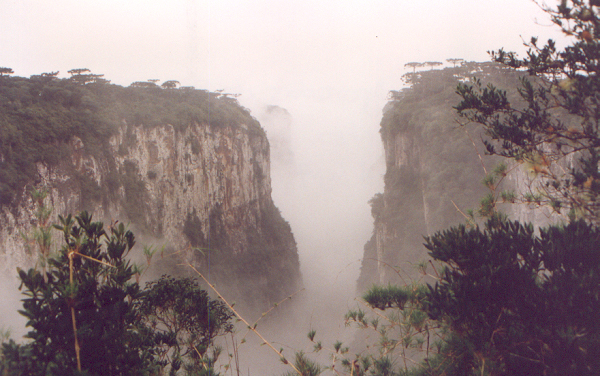
El cañón en invierno.

El Itaimbezinho, Ita (piedra) y Aí'be (afilada) en tupí-guaraní, es una quebrada, cañón o desfiladero situado en el Parque nacional de Aparados da Serra, en el estado brasileño de Río Grande del Sur, a cerca de 170 kilómetros al noreste de Porto Alegre, próximo a la frontera del Estado de Santa Catarina. 

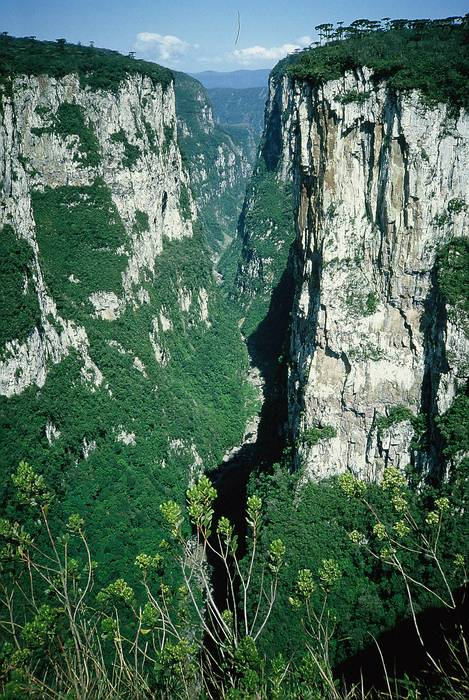
Vista del cañón de Itaimbezinho.

El cañón tiene una extensión de 5,8 kilómetros, con un ancho máximo de 2 kilómetros y una altura aproximada de 700 metros, siendo recorrido por el arroyo Perdices. Además de éste, existen otros cañones en el área, tales como el Cañón de la Fortaleza, ubicado en el Parque nacional da Serra Geral, en Santa Catarina.
El cañón de Itaimbezinho es uno de los principales atractivos de la Sierra Gaúcha  y es visitado diariamente por cientos de personas. Cambará do Sul es la ciudad más cercana para quien procura alojamiento y otros servicios turísticos.